# Ренар, Габриелла
Габрие́лла Рена́р (фр. Gabrielle Renard; 1 августа 1878 — 26 февраля 1959) — француженка, ставшая важным членом семьи художника Пьера-Огюста Ренуара, бывшая няней сына художника и часто его моделью. Она была наставницей Жана Ренуара, пробуждая и поощряя его интерес к кино. После замужества в 1921 году она стала носить имя Габриелла Ренар-Слейд.
Габриелла родилась в Эссуа, департамент Об, её двоюродной сестрой была Алина Викторина Шариго Ренуар, жена Пьера-Огюста Ренуара. В этой же деревне родилась и Алина. В шестнадцать лет Габриелла Ренар переехала в Париж и поселилась на Монмартре, жила в доме Ренуара и была няней детей художника. Габриелла Ренар изображена Ренуаром на многочисленных портретах вместе с его детьми.
Между Габриеллой Ренар и Жаном Ренуаром существовала тесная связь, которая сохранилась в течение всей её жизни. Габриелла была буквально околдована новым в то время изобретением — кинематографом, и брала малолетнего Жана Ренуара на просмотры фильмов. Впоследствии Жан стал известным кинорежиссёром.

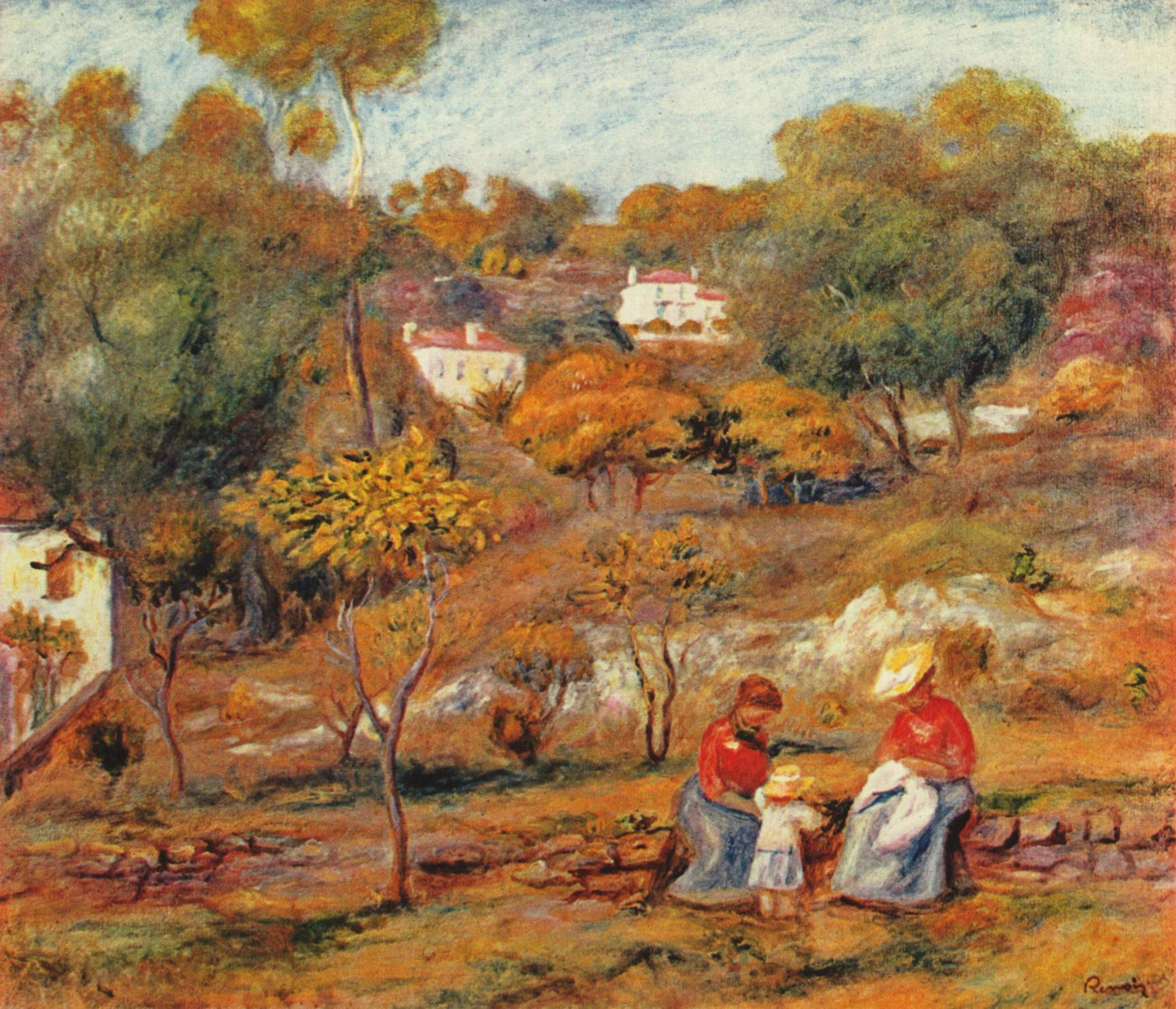
Пьер Огюст Ренуар, Ландшафт в окрестностях Каня, 1902, частное собрание

В последние годы жизни Пьер Огюст Ренуар страдал от тяжёлого ревматоидального артрита, но продолжал с её помощью заниматься живописью. Когда семья переехала на ферму в Кань-сюр-Мер близ побережья Средиземного моря в поисках более благоприятных условий для больного артритом Ренуара, Габриелла переехала вместе с ними. Если он работал в своей студии, Габриелла помогала ему, укладывая кисть ему в руку так, чтобы он мог держать её своими изувеченными артритом пальцами.
Занятая воспитанием детей Ренуара Габриелла не выходила замуж до 1921 года, пока дети не стали взрослыми. Её муж, Конрад Хенслер Слейд (1871—1949), был художником из богатой американской семьи. У них был сын по имени Жан Слейд. После оккупации Франции немцами во время Второй мировой войны, Габриелла и её семья переехали в Соединенные Штаты, на родину мужа. Жан Ренуар также переехал в Соединенные Штаты во время войны. Будучи успешным кинорежиссёром, он поселился в Голливуде. Когда муж Габриеллы умер в 1955 году, она переселилась в Беверли-Хиллз, чтобы быть рядом с Жаном Ренуаром.
Габриелла Ренар-Слейд умерла в своём доме в Беверли-Хиллз в 1959 году. В своих мемуарах «Моя жизнь и мои Фильмы» Жан Ренуар начинает и заканчивает свою книгу с рассказа о Габриелле Ренар, и в автобиографии он подчёркивает то глубокое влияние, которое Габриелла оказала на его жизнь. Он пишет: «Она научила меня видеть лицо за маской, мошенничество за процветанием», и заканчивает воспоминание словами, что он часто говорил, как ребёнок: «подожди меня, Габриелла».

## Галерея
Работы Пьера Огюста Ренуара

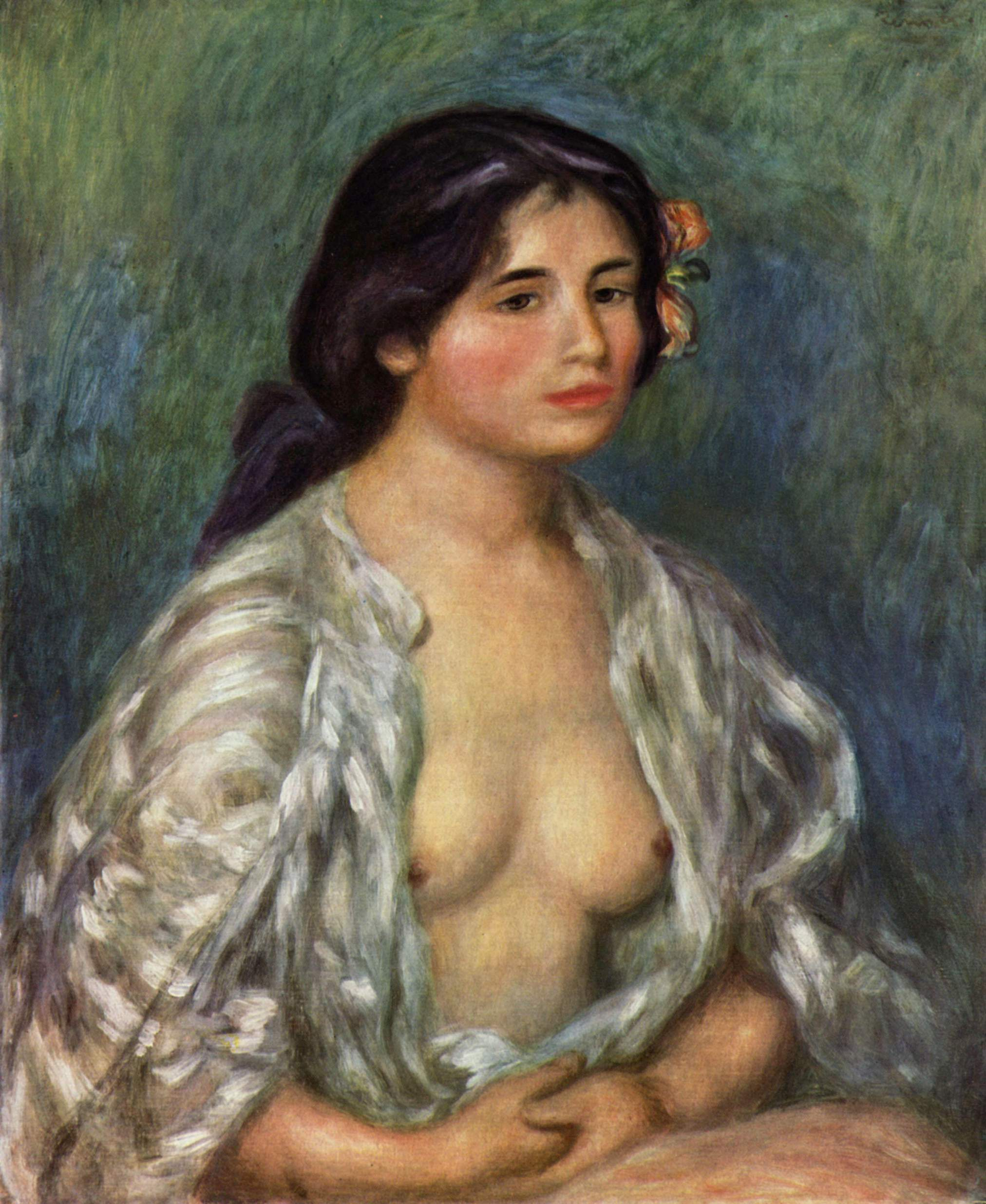
«Габриелла с открытой блузой», ок. 1907, собрание Дюран-Рюэль
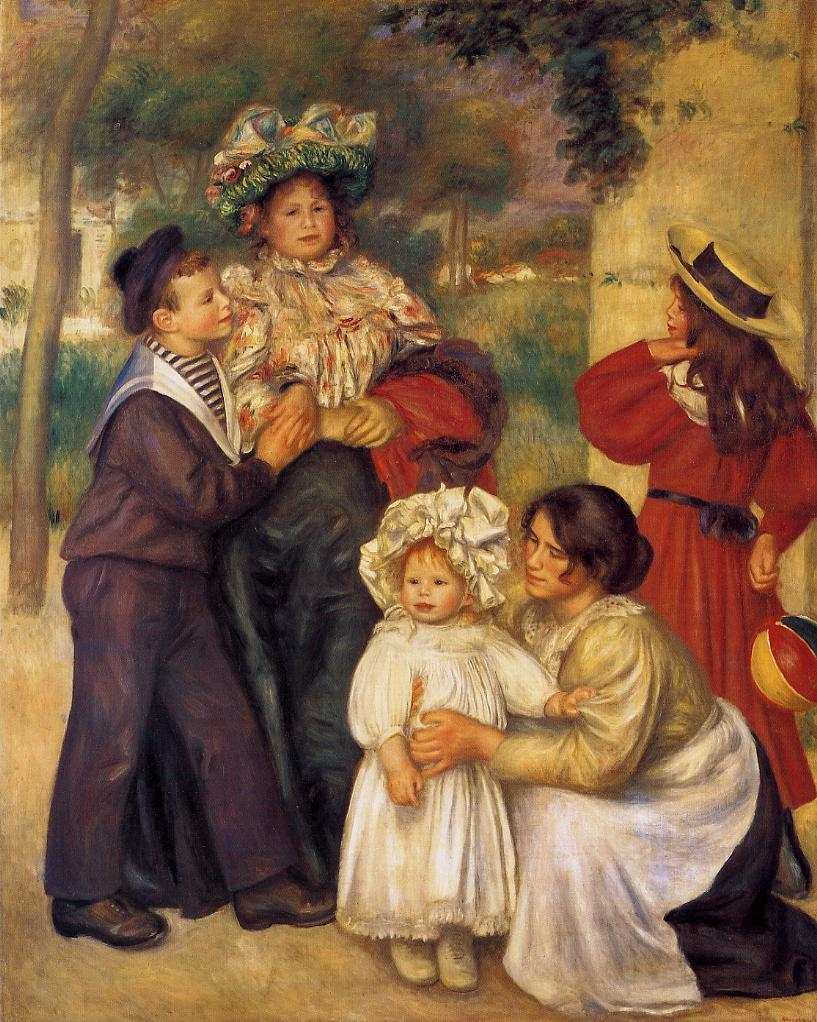
«Семья художника», 1896, фонд Барнса, Мерион
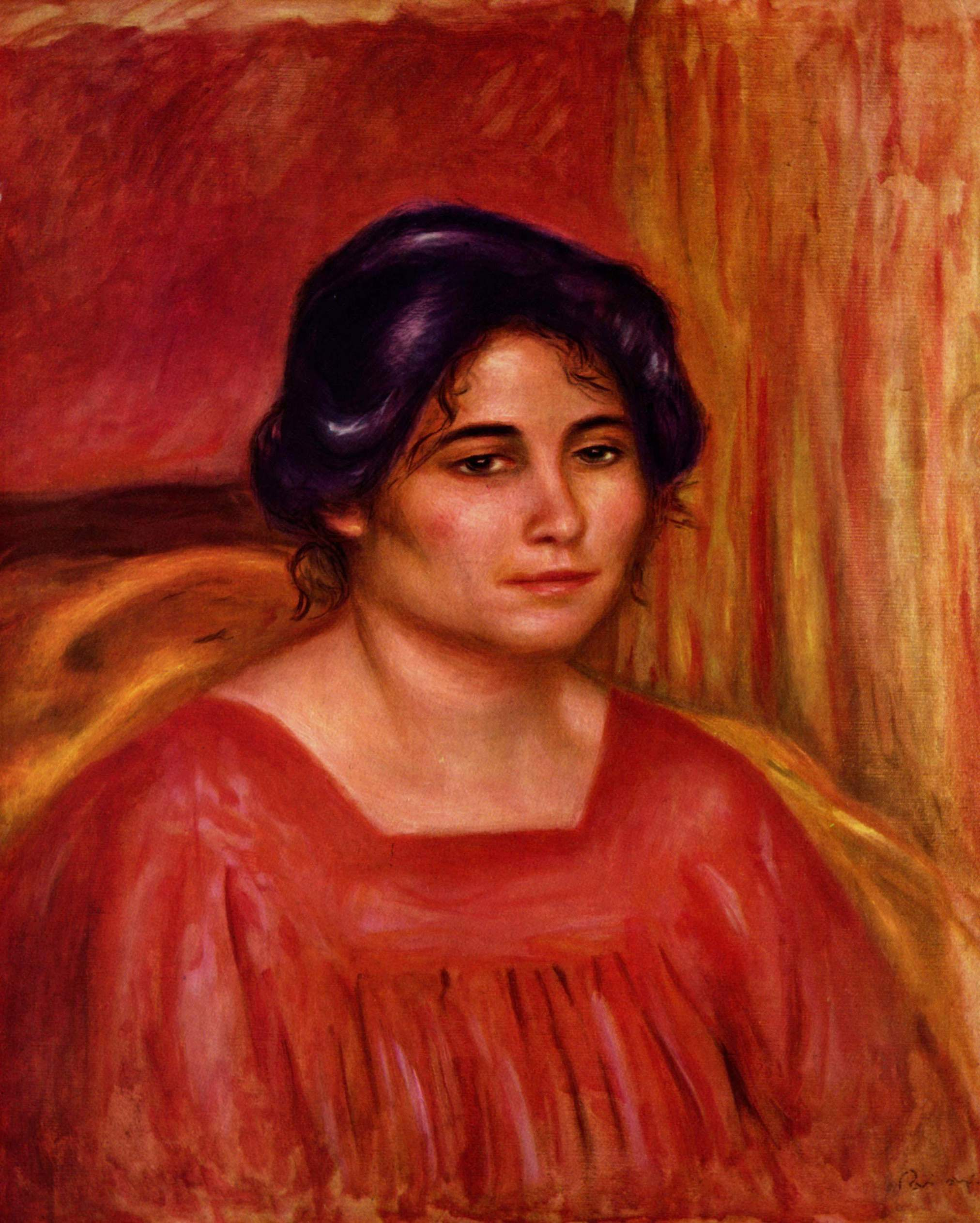
«Габриелла в красной блузе», ок. 1910, собрание Вертгейма, Нью-Йорк
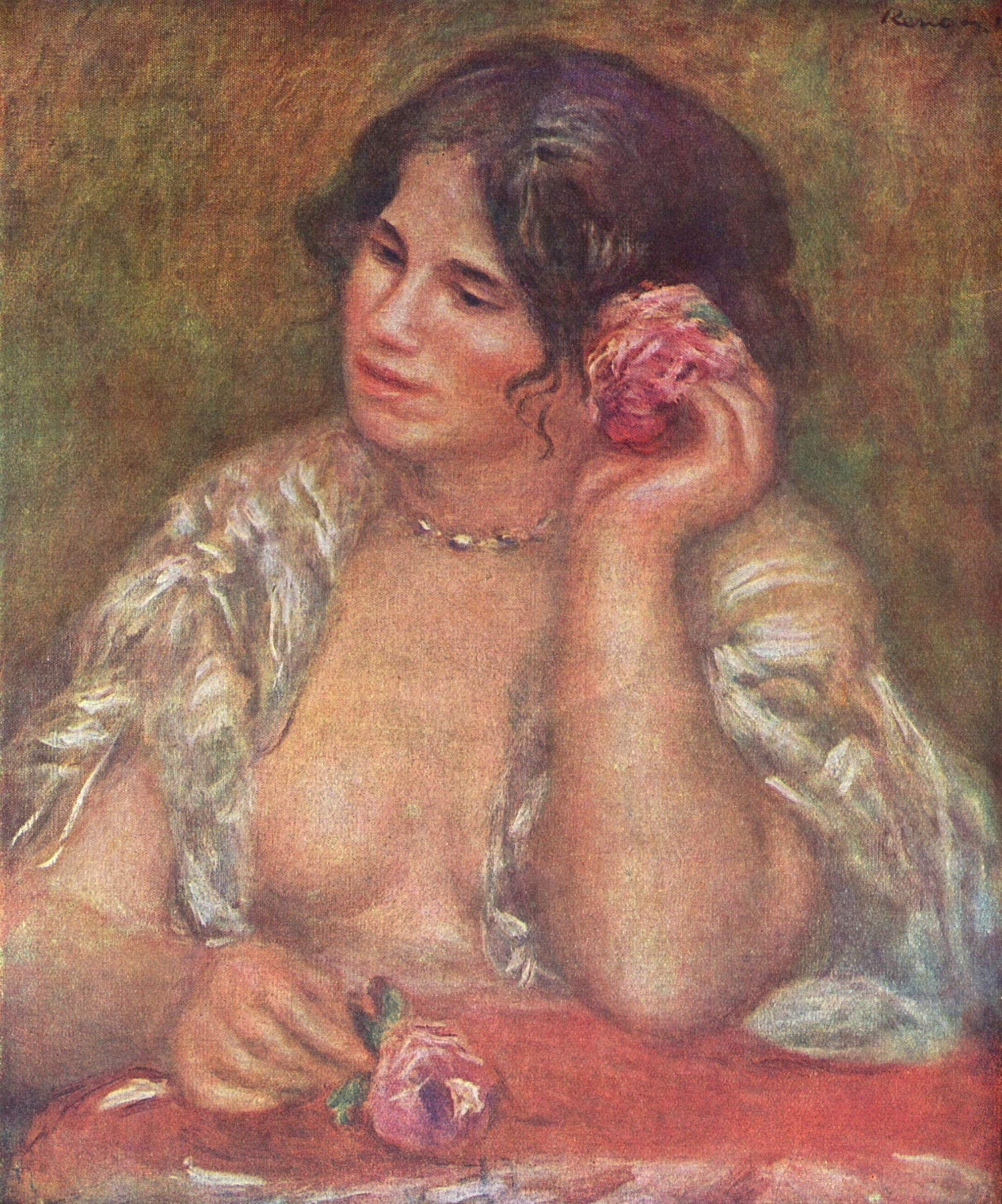
«Габриелла с розой», 1911, музей Орсе